# José Enrique Varela
José Enrique Varela Iglesias, 1º Marquês de San Fernando de Varela (17 de Abril de 1891 - 24 de Março de 1951) foi um oficial militar Espanhol conhecido pelo seu papel como comandante Nacionalista na Guerra Civil Espanhola.

## Início de carreira
Varela iniciou a sua carreira militar como praça e lutou nas guerras coloniais no Rife por três anos, a partir de 1909. Varela inicialmente alistou-se como recruta no mesmo regimento que seu pai serviu como sargento. Ele subiu para o posto de sargento e depois matriculou-se na escola de infantaria na Espanha e formou-se como tenente.
Retornando a Marrocos, ele destacou-se em ação e o Rei Afonso XIII lhe concedeu a Laureada Cruz de São Fernando, o mais alto prêmio militar da Espanha, em duas ocasiões distintas, uma honra inigualável por bravura em batalha. Comandou as tropas nativas Marroquinas de Regulares e subiu ao posto de capitão por mérito e participou em várias campanhas na Guerra do Marrocos, sendo a principal o desembarque anfíbio Franco-Espanhol conjunto em Al Hoceima em 1925. Este desembarque alterou o curso da Guerra do Marrocos e apressou o seu fim. Pouco tempo depois, ele foi promovido a tenente-coronel e a coronel no final da guerra.
Durante o início da década de 1930, ele foi designado como membro de uma missão militar que passou um tempo na Alemanha, Suíça, Bélgica e França para ampliar os seus conhecimentos militares. Com a chegada da República, ele participou do golpe abortado de José Sanjurjo, em 1932, pelo qual foi preso. Ele foi libertado e juntou-se aos Carlistas e organizou a milícia ou as unidades paramilitares dos Carlistas, os Requetés, na formidável organização militar em que se tornaram na Guerra Civil Espanhola. Disfarçado de padre, Tio Pepe, ele viajou ao longo das aldeias dos Pireneus organizando as pessoas e preparando-as para a guerra. Ele participou ativamente do planeamento do golpe que iniciou a Guerra Civil Espanhola. Em Abril de 1936, o governo descobriu sobre a sua conspiração e aprisionou-o.

## A Guerra Civil
Na prisão em Cádis, quando o golpe começou, ele foi libertado em 18 de Julho e ajudou a garantir a insurreição em Cádis. Ele participou em muitas das campanhas da Guerra incluindo, Sevilha, Córdoba, Málaga, Extremadura, Vale do Tejo, Alcázar, Madrid, Jarama, Brunete, Teruel e o Ebro.

## Na Espanha Franquista
Terminando a guerra com o posto de major-general, ele foi nomeado ministro da Guerra no governo de Franco em Agosto de 1939 sendo considerado um representante da facção Carlista. Durante o seu ministério, o exército Espanhol foi expurgado de um pequeno número de oficiais e graduados que eram considerados politicamente não confiáveis.
Após a queda da França em 1940 e as aberturas subsequentes de Hitler a Franco, Varela era um anti-nacional-socialista e um dos principais opositores da entrada da Espanha na guerra no lado do Eixo, embora tenha endossado a participação da Divisão Azul na Frente Oriental na luta contra a União Soviética.
Como as tensões entre Carlistas e Falangistas dentro do governo aumentaram durante 1942, Varela sugeriu a Franco que os Carlistas estavam sub-representados e propôs vários esquemas para uma reorganização do gabinete. A violência entre as facções eclodiu na Basílica de Begoña em 16 de Agosto de 1942, quando os Falangistas atacaram uma multidão Carlista com granadas, causando muitos ferimentos e possivelmente várias mortes. Varela, que estava dentro da igreja na altura, tomou a iniciativa contra os Falangistas e retratou o incidente como um ataque ao exército e uma possível tentativa de assassinato em telegramas para autoridades de todo o país, desagradando Franco. Na seguinte reforma ministerial em Setembro, Varela foi substituído como ministro do exército pelo General Carlos Asensio Cabanillas.
Em 1945, Franco nomeou Varela como alto comissário do Marrocos Espanhol. Mais tarde, ele foi tornado capitão-general de Madrid. Ele morreu de leucemia em 1951.
Posteriormente, Franco concedeu a Varela o título póstumo de Marquês de San Fernando de Varela. Após a sua morte, ele também recebeu o título de Capitão-General do Exército, passado do também falecido ex-ditador Miguel Primo de Rivera em 1951 (até 1952, quando o título foi concedido também postumamente ao General Juan Yagüe). Ele é o único soldado espanhol que subiu do posto de soldado para o de Capitão General, o posto mais alto do Exército.